# Buon viaggio, Charlie Brown
Buon viaggio, Charlie Brown (Bon Voyage, Charlie Brown (and Don't Come Back!!)) è un film del 1980 diretto da Bill Melendez e Phil Roman.
È il quarto film d'animazione dei Peanuts dopo Arriva Charlie Brown (1969), Snoopy cane contestatore (1972) e Corri più che puoi, Charlie Brown (1977). È stato per 35 anni l'ultimo film cinematografico dei Peanuts fino all'uscita di Snoopy & Friends - Il film dei Peanuts. È noto anche come Buon viaggio, Charlie Brown, e non tornare indietro!. Lo speciale TV Cosa abbiamo imparato Charlie Brown? fa da sequel al film.

## Trama
Charlie Brown scopre che lui e Linus sono stati scelti per recarsi in Francia per uno scambio studentesco e invita Snoopy e Woodstock a unirsi a loro. Successivamente gli telefona Piperita Patty, la quale gli comunica che anche lei e Marcie sono state scelte per andare con loro. Charlie Brown riceve anche una lettera scritta in francese, che però non è in grado di leggere. Durante il viaggio in aereo Marcie traduce la lettera, e spiega a Charlie Brown che è stato invitato da una bambina di nome Violette Honfleur ad alloggiare a casa sua, allo Château du Mal Voisin (il Castello del Cattivo Vicino).
Il gruppo arriva a Londra, dove Snoopy si allontana per giocare a tennis a Wimbledon. Quando arrivano in Francia su un hovercraft attraverso la Manica, i ragazzi noleggiano una Citroën 2CV, che viene guidata da Snoopy essendo loro troppo piccoli. Una volta arrivati i quattro si recano alle rispettive abitazioni. Patty e Marcie alloggiano in una fattoria a Morville-sur-Andelle, dove fanno amicizia con un ragazzo di nome Pierre. Nonostante sia ovvio che Marcie e Pierre si piacciano, Patty si convince che il ragazzo sia innamorato di lei. Nel frattempo, Charlie Brown, Linus, Snoopy e Woodstock si stabiliscono nel cortile del castello, il quale appartiene a un ostile barone, zio di Violette, che invece lascia di nascosto del cibo a Charlie Brown e Linus.
Linus si introduce nella soffitta del castello e viene a sapere da Violette che il nonno di Charlie Brown, Silas Brown, aveva servito nell'Esercito degli Stati Uniti durante la seconda guerra mondiale e che aveva stretto amicizia con sua nonna. Al ritorno del barone, Violette tenta di nascondere Linus, ma fa inavvertitamente cadere una candela causando un incendio. Charlie Brown corre da Piperita Patty e Marcie, e Pierre chiama i pompieri, mentre Snoopy e Woodstock recuperano una vecchia manichetta antincendio. I ragazzi salvano Linus e Violette, mentre Snoopy e Woodstock usano la manichetta per domare l'incendio fino all'arrivo dei pompieri.
Grato per il salvataggio del castello, il barone permette ai ragazzi di entrare in casa e Charlie Brown scopre la verità dietro alla misteriosa lettera di Violette. Un amico della bambina si era recato in America, dove si era fatto tagliare i capelli dal padre di Charlie Brown e in questo modo Violette era riuscita a rintracciarlo. In seguito, Charlie Brown, Snoopy, Woodstock, Patty e Marcie, salutano Violette e Pierre per fare ritorno a casa.

## Produzione
Charles M. Schulz scrisse che l'idea per la sceneggiatura del film gli venne dopo aver visitato il Manoir de Malvoisine a Le Héron, dove sostò brevemente mentre era un soldato durante la seconda guerra mondiale. Il film è ambientato proprio a Le Hèron e nel suddetto castello (che nella versione originale del film è chiamato Chateau Mal Voisin). È una delle poche opere animate dei Peanuts (oltre che l'unico film cinematografico) in cui gli adulti sono ben visibili e comprensibili. È stato l'ultimo film dei Peanuts ad essere distribuito dalla Paramount Pictures oltre che l'ultimo ad essere supervisionato da Schulz.

## Distribuzione

### Date di uscita e titoli internazionali
- 30 maggio 1980 negli Stati Uniti e in Canada
- 14 maggio 1981 in Australia
- 16 maggio in Giappone (Sunūpī to Chārī Buraun - Yōroppa no tabi)
- 27 dicembre in Norvegia (Lykke på reisen, Baltus)
- 24 dicembre 1984 (prima TV) in Italia
- 22 giugno 1987 in Francia
- 20 novembre in Brasile (Boa Viagem, Charlie Brown)
- 6 febbraio 1988 in Finlandia (Hyvää matkaa Jaska Jokunen)
- 19 giugno 1989 in Germania Ovest (Gute Reise, Charlie Brown)

### Edizione italiana
Come Corri più che puoi Charlie Brown, anche questo film arrivò in Italia direttamente in televisione, venendo trasmesso la vigilia di Natale del 1984 da Italia 1. Il doppiaggio italiano è stato nuovamente eseguito dal Gruppo Trenta. L'unico membro del cast a riprendere lo stesso ruolo dal film precedente è Giuppy Izzo, mentre Francesca Guadagno passa da Schroeder a Piperita Patty.
Nel 1987 il film è stato ridoppiato per l'uscita in videocassetta dalla C.V.D., con un cast del tutto differente dalla prima edizione, mentre torna dal film precedente Ilaria Stagni, doppiando questa volta Linus anziché Sally.

### Edizioni home video
In Italia il film è stato distribuito in VHS nel 1987 da Panarecord su licenza CIC, che lo ripubblicò nel 1991 con il titolo Buon viaggio Charlie Brown (and Don't Come Back!). Nel 2000 è stato pubblicato in VHS da Paramount Home Entertainment come Buon viaggio, Charlie Brown, e non tornare indietro!